# Pradźapati (praojcowie)
Pradźapati – nazwa dla hinduistycznych praojców ludzkości. To istoty niebiańskie, twórcy wszystkiego co istnieje. Zadaniem Pradźapatich było zapełnienie naszej planety istotami. Źródła nie są zgodne co do liczebności postaci noszących taki tytuł. Najczęściej listy pradźapatich zawierają 7, 10 lub 21 imion.

## Pochodzenie
Pierwszym z czternastu praojców tytułowanych jako Manu jest Swajambhuwamanu. Jemu niektóre źródła przypisują stworzenie siedmiu pradźapatich, którym następnie przekazał Manusmryti - traktat o powinnościach religijnych hinduizmu.

## Klasyfikacja
Źródła nie są zgodne co do liczby postaci noszących tytuł pradźapati.

### Dwudziestu jeden pradźapatich
Listy zawierające 21 postaci podają następujące imiona praojców:
1. Brahma
2. Sthanu
3. Manu
4. Daksza
5. Bhrygu
6. Dharma
7. Tapas (zob. tapas (asceza)
8. Dama
9. Marići
10. Angiras
11. Atri
12. Pulastja
13. Pulaha
14. Kratu
15. Wasisztha
16. Parameszthin
17. Wiwaswat
18. Soma
19. Kardama
20. Krodha
21. Wikrita[2]